# Filottete (Eschilo)
Filottete (in greco antico: Φιλοκτήτης?, Philoktétēs) è una tragedia greca scritta da Eschilo e rappresentata ad Atene in un anno non sicuro, ma successivo al 485 a.C. (forse nel periodo 484-473 a.C. o intorno al 471 a.C.). La tragedia, oggi perduta, fu la prima a mettere in scena l'incontro tra Filottete ed Odisseo; essa fu ripresa, con alcune variazioni, dal Filottete di Euripide e poi dal Filottete di Sofocle. La tragedia di Eschilo è andata perduta e di essa oggi restano pochi frammenti ed un confronto di Dione Crisostomo con le tragedie omonime di Euripide e di Sofocle, grazie al quale è possibile individuare alcune caratteristiche del dramma e ricostruire in parte la trama.

## Trama
Il dramma si svolge sull'isola di Lemno, davanti all'abitazione di Filottete (forse una semplice capanna), durante il decimo anno della guerra di Troia.
La tragedia si apriva probabilmente con un monologo del protagonista che ricordava la propria terra natale ed in particolare lo Spercheo, un fiume che scorre nella Tessaglia meridionale, oppure, secondo altre ricostruzioni, con un parodos durante il quale Odisseo, che ha il compito di portare Filottete a Troia con il suo arco, riesce a convincere il coro di uomini di Lemno, forse con un inganno, a stare dalla sua parte.
Successivamente Filottete entra in scena, ma non incontra Odisseo: al coro, da cui in dieci anni non aveva ricevuto visite, racconta la sua storia e probabilmente il coro lo informa che i Greci sono arrivati sull'isola; quindi Odisseo entra scena, ma il protagonista, dopo dieci anni sull'isola, non lo riconosce. Odisseo racconta allora alcune false notizie per ammansire Filottete: Agamennone è morto, gli Achei sono stati sconfitti, Odisseo è stato accusato di un crimine vergognoso e la spedizione greca è fallita.
In una scena successiva, Filottete invoca l'arrivo della morte per porre fine ai dolori lancinanti da cui è colpito e minaccia di tagliarsi il piede; Odisseo approfitta della situazione per impossessarsi dell'arco, che forse il protagonista ha appeso ad un ramo per controllare la ferita, e per allontanarsi in fretta.
La parte finale del dramma è difficile da ricostruire: si sa che Filottete parte per Troia, ma non è chiaro se parta controvoglia o se qualcuno, forse il coro oppure Odisseo oppure una divinità, riesca a convincerlo.

## Personaggi
Le uniche informazioni sicure sui personaggi del dramma sono fornite da Dione Crisostomo, che elenca Filottete ed Odisseo. Alcuni studiosi hanno ipotizzato che l'opera appartenga al periodo in cui Eschilo utilizzava solo due personaggi e dunque l'elenco di Dione sarebbe completo.
Altri hanno ipotizzato la presenza di Neottolemo sulla base di una ipotesi lacunosa contenuta in uno dei papiri di Ossirinco, in cui è presente una lista di personaggi che si riteneva fossero quelli del Filottete eschileo, ma questa proposta ha perso consistenza poiché l'effettiva appartenenza della lista di personaggi al dramma di Eschilo è dubbia.
Altri ancora propongono come terzo personaggio una dea, forse Atena, che avrebbe avuto il ruolo di svelare a Filottete la verità sui piani dei Greci a Troia.